# Viré-en-Champagne
Viré-en-Champagne è un comune francese di 237 abitanti situato nel dipartimento della Sarthe nella regione dei Paesi della Loira.

## Società

### Evoluzione demografica
Abitanti censiti